# Fox Sports Networks

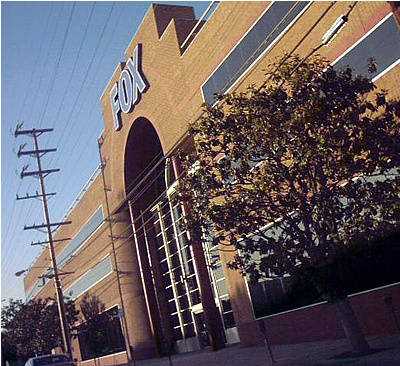
Der Hauptsitz von FSN am Sepulveda Boulevard in Los Angeles

Die Fox Sports Networks (ehemals Fox Sports Net) war ein Verbund aus regionalen Kabelsendern in den USA, die sich auf Sportberichterstattung spezialisiert haben und Teil des 21st Century Fox waren. Zur Familie gehörten auch Fox Business Network und der Fox News Channel sowie das Fox News Radio.
Der Verbund wurde 1976 unter dem Namen SportsChannel gegründet und 1997 in Fox Sports Net umbenannt. Derzeit gibt es 24 eigene Sender (ohne Unterkanäle) die entweder Metropolregionen (zum Beispiel Fox Sports Detroit) oder mehrere Bundesstaaten (wie zum Beispiel Fox Sports South) abdecken und mit den dort ansässigen Teams aus der NHL, NBA und MLB die Übertragungsrechte aushandeln.